# Jean de Doyat

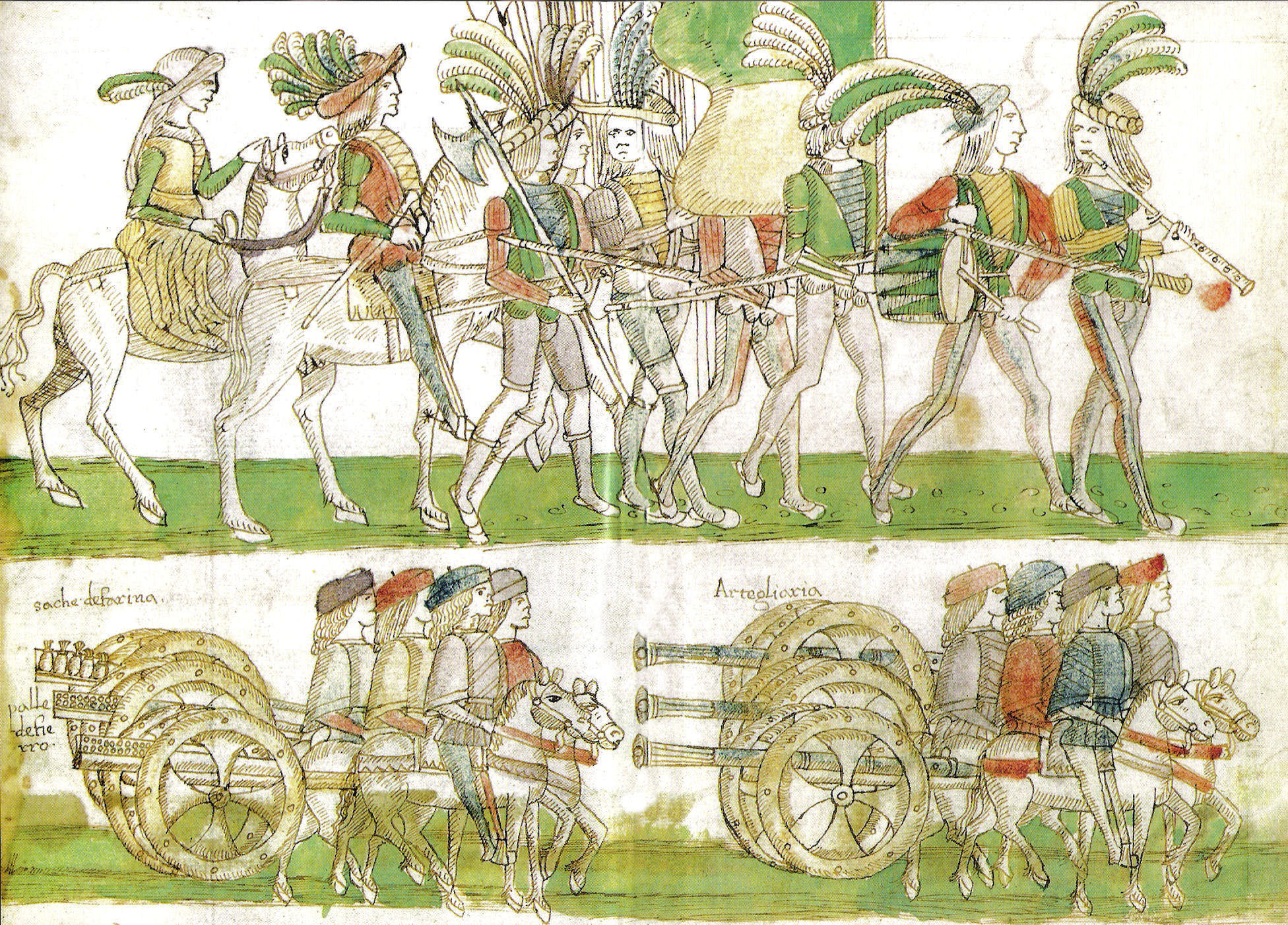
Franse troepen met artillerie tijdens de Italiaanse Oorlog (1494-1498)

Jean de Doyat (Cusset, ca. 1445 - Koninkrijk Napels, 1498) was een Frans militair en gouverneur van Auvergne. Hij was een vertrouweling van koning Lodewijk XI maar viel na diens dood in ongenade.

## Levensloop
Jean Doyat werd geboren in Cusset als zoon van een notaris-griffier in dienst van het lokale baljuwschap. Hij kreeg de kans om naar Parijs te trekken om te studeren voor notarisklerk. Na zijn studie nam hij dienst in het koninklijk leger en kwam er na enige tijd aan het hoofd van de artillerie. Door koning Lodewijk XI werd Doyat aangesteld tot baljuw van Cusset. Dit was een strategische plaats op de grens tussen Auvergne en Forez en Doyat kreeg de taak de stadsomwalling van Cusset te moderniseren. Dit deed hij met de hulp van architect Vauzit de Saint Martin. In 1477 leidde hij de koninklijke artillerie tijdens de Bourgondische Successieoorlog. Na afloop werd hij door Lodewijk XI benoemd tot secretaris van de koning. Hij werd vervolgens in de adelstand verheven en benoemd tot gouverneur van Auvergne. Tijdens dit mandaat verbleef hij in Cusset en in Montferrand.
Na de dood van zijn beschermheer Lodewijk XI in 1483 werd de Doyat aangevallen door hertog Jan II van Bourbon. Na een schijnproces werd hij veroordeeld tot de schandpaal. Voor de Porte de la Mère, een stadspoort in Cusset, werd zijn tong doorboord en een oor afgesneden. Hij werd verbannen en trok naar Piëmont. Na de meerderjarigheid van koning Karel VIII werd hij weer in genade opgenomen in het Franse leger. Hij leidde de artillerie tijdens de Italiaanse Oorlog. Hij stierf in de buurt van Napels in 1498.